# Mijaíl Bulgákov
Mijaíl Afanásievich Bulgákov (en ruso: Михаил Афанасьевич Булгаков; Kiev, Imperio ruso, 3 de mayojul./ 15 de mayo de 1891greg.-Moscú, Unión Soviética, 10 de marzo de 1940) fue un escritor, dramaturgo y médico soviético de la primera mitad del siglo XX. Su obra más conocida es la novela El maestro y Margarita considerada una obra maestra que fue publicada póstumamente.

## Biografía
Fue el primogénito de los siete hijos de Afanasi Bulgákov, profesor asistente en la Academia de Teología de Kiev, prominente ensayista ruso ortodoxo, pensador y traductor de textos religiosos. Su madre fue Varvara Mijáilovna Bulgákova (de soltera Pokróvskaya), nacida en Karáchev, Rusia, y de profesión profesora. Sus abuelos fueron ambos clérigos de la Iglesia Ortodoxa Rusa. Afanasi Bulgákov nació en el uyezd de Bryansk de la gobernación de Oriol (Rusia), donde su padre era predicador y se mudó a Kiev para estudiar en la Academia Kiev-Mohyla.  
Desde su niñez, se sintió atraído por el teatro y la ópera y escribía comedias, que sus hermanos y hermanas representaban en casa. Desde 1901 hasta 1904, asistió a la Primera Escuela Secundaria de Kiev, donde mostró interés por la literatura rusa y europea, y sus autores favoritos en ese tiempo fueron Gógol, Pushkin, Dostoyevski, Saltykov-Schedrín y Dickens. Sus maestros ejercieron una gran influencia en la formación de su interés por la literatura. Después de la muerte de su padre en 1907, su madre, muy culta y una persona extraordinariamente diligente, asumió la responsabilidad de la manutención de la familia. Tras su graduación en 1909, ingresó en la Facultad de Medicina de la Universidad de Kiev, la cual finalizó con una recomendación especial. Ocupó un puesto de médico en el Hospital Militar de Kiev.
En 1913, contrajo matrimonio con Tatiana Lappa. Cuando estalló la Primera Guerra Mundial se ofreció como médico voluntario en la Cruz Roja y fue enviado de inmediato al frente de guerra, donde fue herido de gravedad al menos en dos ocasiones. Sufriría las secuelas de estas heridas durante bastante tiempo, sobre todo un dolor crónico a nivel del abdomen. Para paliar sus dolores, se suministró morfina. Se cree que durante el siguiente año su adicción fue en aumento. En 1918, dejó de inyectarse morfina y nunca más volvería a hacerlo en el futuro. Su relato titulado Morfina, publicado en 1926, da testimonio de su adicción.

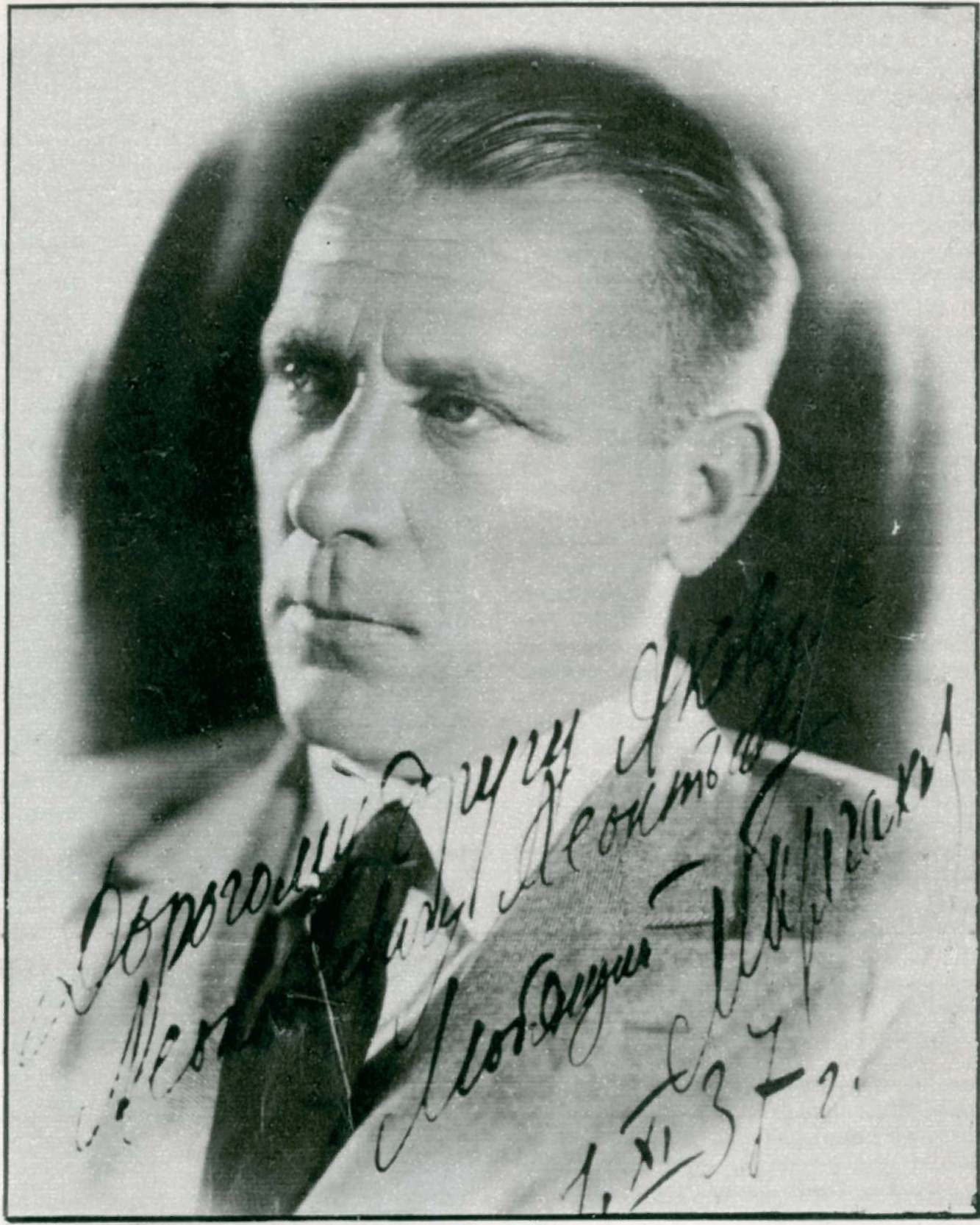
Retrato de los años 1930 firmado por el propio Bulgákov.

En 1916, se graduó del Departamento de Medicina de la Universidad de Kiev y dirigió un pequeño hospital público en la gobernación de Smolensk. Esta experiencia le inspiró el libro de relatos Diario de un joven médico Se alistó con sus hermanos en el Ejército Blanco y en 1919 fue enviado al norte del Cáucaso.
Después de la toma del poder por los bolcheviques y posterior Guerra civil, una parte de su familia se exilió a París, mientras Mijaíl y sus hermanos se encontraban en el Cáucaso. Allí comenzó a trabajar como periodista. A pesar de su situación relativamente privilegiada durante el régimen de Iósif Stalin, cuando se lo invitó a trabajar como doctor para los gobiernos de Francia y Alemania, se le impidió emigrar de Rusia debido al tifus. Fue entonces la última vez que vio a sus hermanos varones y a su madre.
Aunque sus primeros intentos de escribir ficción los hizo en Kiev, no se decidiría a dejar la medicina para dedicarse a la literatura hasta 1919. Su primer libro fue un almanaque de folletines llamado Perspectivas de futuro, escrito y publicado ese mismo año. En 1921, se mudó a Moscú con su esposa y sin dinero. Probablemente lograron sobrevivir a su primer invierno allí gracias a que pudieron alojarse en una habitación que el marido de su hermana Nadia tenía alquilada en un piso comunal. Vivió cerca de los Estanques del Patriarca, lugar donde se situaría gran parte de su posterior novela El maestro y Margarita. Testimonio de la admiración de los moscovitas por la novela son los grafiti que a mediados de 1983 comenzaron a inscribirse en el portal y las escaleras de dicha vivienda; al año siguiente se podían contabilizar unos 1000, entre dibujos de personajes, episodios y citas de la novela además de poemas dedicados a Bulgákov. Cuatro años después (en 1925) se divorciaría de su primera esposa, para contraer matrimonio con Lyubov Beloziórskaya. Publicó novelas y artículos durante la primera mitad de los años 20, y en 1926 estrenó la adaptación teatral de su novela La Guardia Blanca, con el título Los días de los Turbín debido a la censura. Fue un éxito de público, pero las críticas fueron adversas desde un punto de vista ideológico y se inició una campaña contra él en este sentido que duraría toda su vida. Apenas un mes más tarde estrenó su segunda obra, El apartamento de Zoia, una sátira del mundo de la delincuencia durante el período de la NEP. Desde 1927, su carrera comenzó a sufrir debido a la constante crítica acusándole de ser demasiado antisoviético. Para 1929, su carrera estaba arruinada, y el gobierno había censurado y prohibido la publicación de cualquiera de sus trabajos y la puesta en escena de cualquier de sus obras.
En 1932, se desposó por tercera vez, con Yelena Shílovskaya, quien sería la inspiración para el personaje de Margarita en su novela más famosa. Durante la última década de su vida, continuó trabajando en El maestro y Margarita, escribió obras de teatro, críticas y relatos y realizó varias traducciones y adaptaciones teatrales de novelas. Muchas de ellas no fueron publicadas y otras fueron destruidas por la crítica.
Bulgákov nunca apoyó el régimen, y se mofó de sus deficiencias en varias de sus obras, lo que le supondría diez años de ostracismo. La mayor parte de sus escritos permaneció en los cajones de su escritorio durante varias décadas. En 1930, escribió una carta a Stalin solicitando permiso para emigrar de la Unión Soviética, si es que esta se negaba a valorarlo como escritor. Como respuesta recibió una llamada personal del propio Stalin, pidiéndole explicaciones acerca de su petición. El escritor contaría en su diario cómo fue este uno de los momentos más dramáticos de su vida pues, conmocionado, no se atrevió a reiterar su petición en aquel momento, limitándose a afirmar que un escritor no puede vivir lejos de su patria. Stalin, sin embargo, había disfrutado una de sus obras, Los días de los Turbín, por lo que le encontró trabajo en el Teatro de la Juventud Obrera de Moscú (Театр рабочей молодёжи o, abreviado, TRAM), y luego en el Teatro de Arte de Moscú.
En el teatro, donde estrenaría algunas de sus obras, tuvo que soportar un constante acoso por parte del NKVD, que llegó a registrar su domicilio y a detenerlo en más de una ocasión, siendo prohibida la publicación de sus obras. Murió en 1940 a causa de un problema renal hereditario y fue enterrado en el cementerio moscovita de Novodévichi.

## Primeras obras

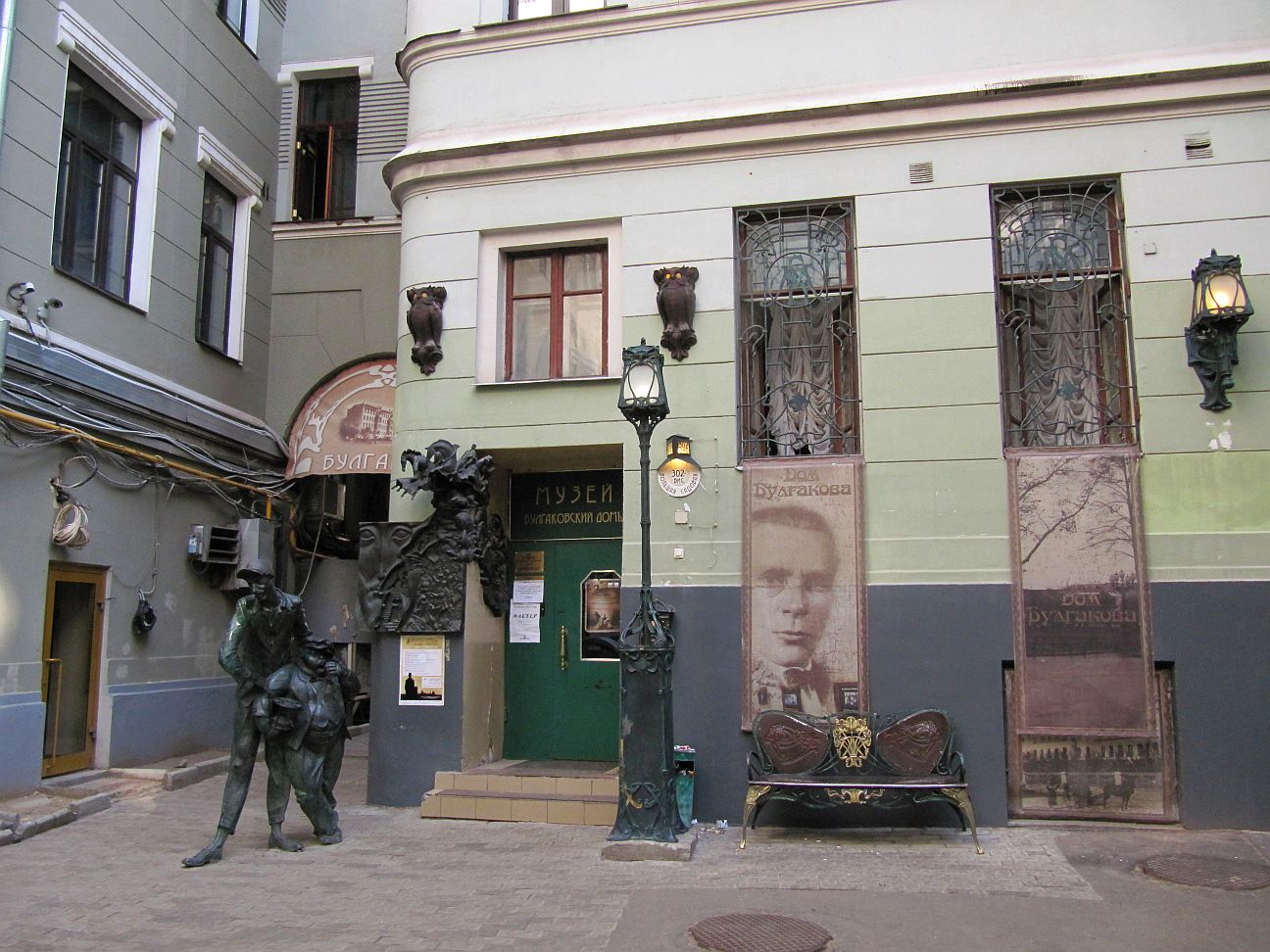
La Casa de Bulgákov en Moscú.

En vida, Bulgákov fue conocido sobre todo por las obras con las que contribuyó al Teatro de Arte de Moscú de Konstantín Stanislavski. Incluso después de que sus obras fueran prohibidas, Bulgákov escribió una comedia grotesca haciendo aparecer a Iván el Terrible en el Moscú de los años treinta. Este hecho pudo salvar su vida en el año fatídico de 1937, en el que casi todos los escritores que no apoyaban el liderazgo de Stalin fueron purgados.
Bulgákov comenzó a escribir prosa a principios de la década de 1920. A mediados de la década, sintió admiración por la obra de H. G. Wells y escribió varias historias con elementos de ciencia ficción.

## Cuentos

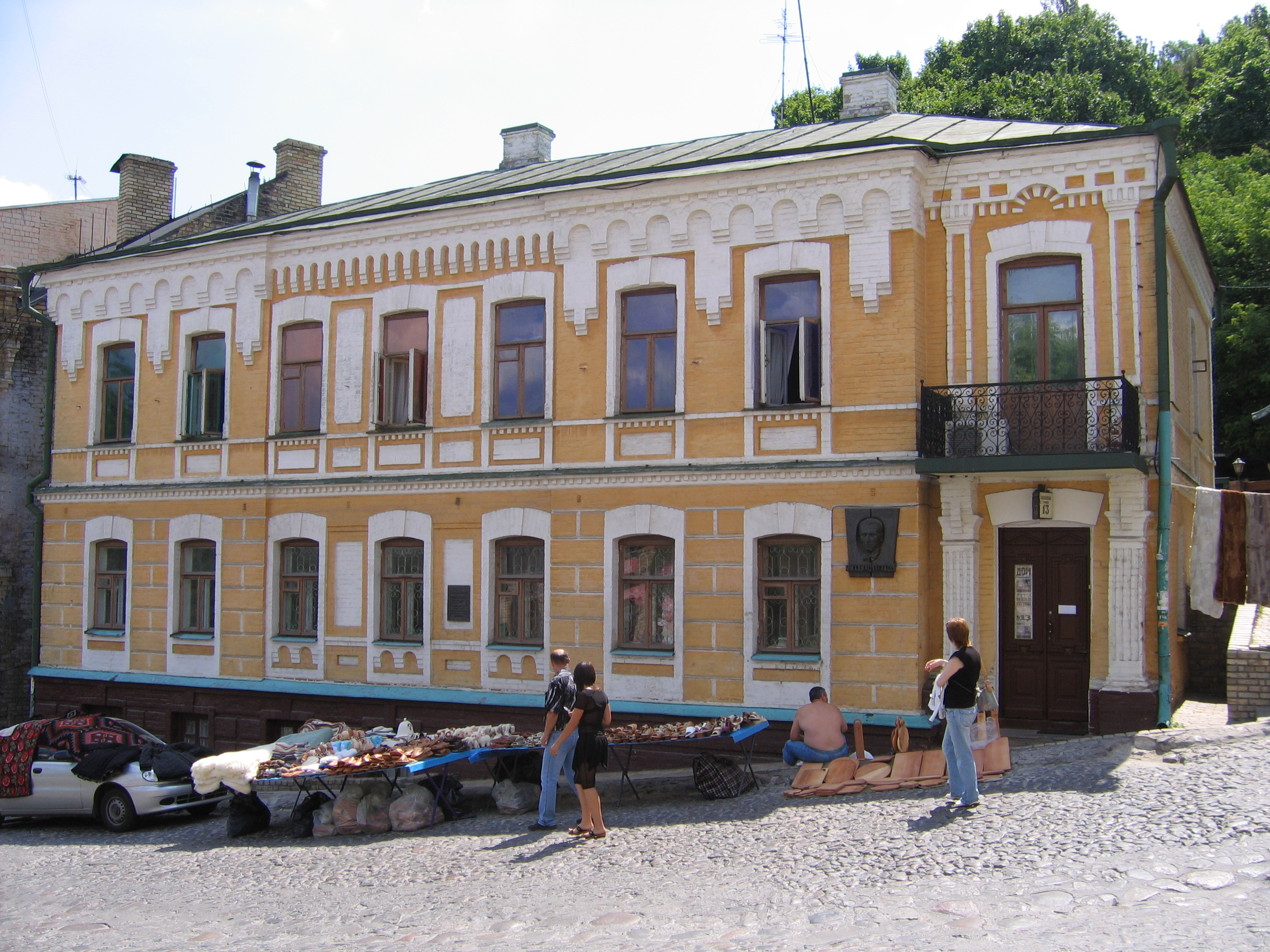
Museo Mijaíl Bulgákov de Kiev.

Están recogidos en muy distintas colecciones. Notas en los puños son un bello ejemplo de los relatos breves del autor. Muchos cuentos suyos, que puede leerse como ficción novelesca, vertebrado en torno a las primeras aventuras médicas de un joven graduado en Medicina, trasunto del propio Bulgákov, la mayoría de los relatos dan testimonio del médico rural que fue el escritor. Estos relatos recuerdan los de William Carlos Williams, con su anecdotario de partos, amputaciones, traqueotomías, curaciones de sífilis, fracasos clínicos, pero existe la diferencia entre un ruso y un estadounidense, aunque sean de épocas muy contiguas. Destaca la voluntad narrativa de Bulgákov, que acredita una notoria capacidad introspectiva y de distanciamiento respecto a la propia persona, con un toque inevitable de cierta comicidad. Todo ello en medio de un paisaje dominado obsesivamente por la nieve y relatado con agilidad y calidez.
Mención aparte merece el relato Morfina. Se trata del diario de un compañero del protagonista, el médico Poliakov, que deja a su muerte el estremecedor relato de esas páginas confesionales, que son la crónica de una destrucción, referida en términos turbadores (al parecer, Bulgákov fue morfinómano durante un tiempo). Escribía al comienzo de su terrible experiencia: «No puedo dejar de alabar a quien por primera vez extrajo la morfina de las cabecitas de las amapolas. Es un verdadero benefactor de la humanidad», este mismo sujeto acaba por confesar que «Me he destruido solamente a mí mismo». En su confesión afluyen momentos estremecedores: «La muerte de sed es una muerte paradisíaca, beatifica en comparación con la sed de morfina». Consciente del personaje que dibuja, el diarista anota: "En realidad no es un diario sino una historia clínica". O bien: «Si yo no estuviera marcado por mi formación de médico, afirmaría que normalmente el ser humano solo puede trabajar después de una inyección de morfina».

## Corazón de perro
No menos interesante es Corazón de perro, una novela corta en la que Bulgákov abiertamente (y con un cinismo e ironía impresionantes) critica los años 20 del poder soviético. El libro no vio la luz sino hasta fines de los 80. La historia se centra en un perro vagabundo que es recogido por un científico, quien lo opera y le injerta los testículos y la hipófisis de un hombre de 25 años, un miembro de la clase popular muerto en una reyerta; si el relato, por una parte, se inspira en los experimentos de rejuvenecimiento que en la época estaba llevando a cabo el Dr. Serge Vóronov, no deja por ello de contener una buena carga de ironía sobre el “nuevo hombre soviético” que promovía el gobierno. Un relato que en tono humorístico refleja la dureza de una vida forzada por un ideal.

## El Maestro y Margarita
La novela satírica El maestro y Margarita (Мастер и Маргарита), publicada por su esposa veintiséis años después de su muerte, en 1966, es la que ha otorgado la inmortalidad literaria a Bulgákov. Se publicó, censurada, en la revista Moskvá por entregas, la primera con una tirada de 150 000 ejemplares que se agotó en unas pocas horas. La censura había eliminado unas sesenta páginas mecanografiadas, que pronto se distribuyeron clandestinamente en Moscú. En 1973, treinta y tres años después de la muerte de Bulgákov, se publicó  íntegra. En opinión de muchos, El maestro y Margarita es una de las mejores novelas del período soviético. La novela contribuyó a crear varias frases hechas en lengua rusa, como por ejemplo, "los manuscritos no arden". Un manuscrito del Maestro, destruido, constituye un importante elemento de la trama y, de hecho, Bulgákov tuvo que volver a escribir la novela de memoria, tras haber quemado el manuscrito él mismo. La reconstrucción posterior de Marietta Chudakova es considerada ahora la versión más autorizada.
Existen tres traducciones al español de El maestro y Margarita, la de Amaya Lacasa Sánchez (1967), Julio Travieso Serrano (2001) y la última, de Marta Rebón (2014). Algunos críticos consideran que la novela está inacabada pues Bulgákov murió antes de poder revisar la segunda parte y hay que tener en cuenta que escribió al menos seis versiones de la misma, que empezó a elaborar en 1928.  
Esta novela sirvió de inspiración a Mick Jagger, cantante de la banda británica de rock The Rolling Stones, para componer la controvertida canción Sympathy for the Devil. 

### Relatos breves
- Salmo
- El fuego del Jan
- Los cuatro retratos
- El holandés errante
- Un tipo abominable
- El agua de la vida
- Tratado sobre la vivienda
- Un día de nuestra vida
- Una historia de diamantes

### Obras de teatro
- Iván Vasílievich, 1936 (Иван Васильевич) — Iván el Terrible, gracias a la máquina del tiempo, llega a un piso comunitario en el Moscú de los años treinta
- La isla púrpura, 1927 (Багровый остров)

### Novelas
- Vida del señor de Molière, 1962 (Жизнь господина де Мольера)
- El maestro y Margarita, 1928-1940 (Мастер и Маргарита)
- Morfina, 1926 (Морфий )
- Corazón de perro, 1925 (Собачье Сердце)
- Los huevos fatales, 1924 (Роковые яйца)
- Maleficios, 1925 (Дьяволиада)
- La Guardia Blanca, 1922-1924 (Белая гвардия)
- La novela teatral, 1936-1937 (Театральный роман или Записки покойника)